# Guido Gezelle
Guido Pieter Theodorus Josephus Gezelle (1 mai, 1830 - 27 noiembrie, 1899) a fost un poet și filolog belgian de limbă  flamandă, precum și preot romano-catolic.
Prin lirica sa romantică cu accente impresioniste, aduce în actualitate tradiția medievală, în care natura devine expresie a lumii interioare.
Versurile sale melodioase, rafinate, sunt străbătute de emoții puternice, celebrează existența și divinitatea, cântând miracolul vieții, vina și ispășirea, bucuria începutului și eterna trecere.